# Јужни Сулавеси
Јужни Сулавеси (инд. Sulawesi Tengah), једна је од 34 провинције Индонезије. Провинција се налази на острву Сулавеси у источном делу Индонезије. Покрива укупну површину од 46.717 км² и има 8.034.776 становника (2010).
Главни и највећи град је Макасар.
Састав становништва је мултиетнички, а доминантна религија је ислам (88%).

## Демографија
| 1971.     | 1980.     | 1990.     | 1995.     | 2000.     |
| --------- | --------- | --------- | --------- | --------- |
| 5.180.576 | 6.062.212 | 6.981.646 | 7.558.368 | 7.159.170 |

## Галерија
- Планине у Јужном Сулавесију